# Ruutu+ Urheilu 2
Ruutu+ Urheilu 2 är en finsk sportkanal.
Kanalen lanserades den 27 augusti 2001 under namnet Urheilukanava (svensk översättning: Sportkanalen) och sände fritt i flera kabelnät samt i det digitala marknätet. I februari 2010 gjorde kanalen ett namnbyte till Nelonen Sport. I januari 2011 blev kanalen en betalkanal och bytte namn till Nelonen Pro 2.